# Dubočani (kanton uńsko-sański)
Dubočani – wieś w Bośni i Hercegowinie, w Federacji Bośni i Hercegowiny, w kantonie uńsko-sańskim, w gminie Ključ. W 2013 roku liczyła 226 mieszkańców, z czego większość stanowili Boszniacy.